# Wilhelmsdorf (Baviera)
Wilhelmsdorf é um município da Alemanha, no distrito de Neustadt (Aisch)-Bad Windsheim, na região administrativa da Média Francónia, estado de Baviera.